# 會展站公共運輸交匯處
會展站公共運輸交匯處，前稱灣仔碼頭公共運輸交匯處，是香港的巴士總站，位於灣仔鷹君中心、海港中心和灣仔碼頭外。第一代的總站啟用於1968年3月10日，直至2015年因應沙田至中環綫工程而遷至灣仔北公共運輸交匯處作為臨時總站。直至2022年5月14日才重新啟用，並且重新命名為「會展站公共運輸交匯處」。

## 簡介
會展站公共運輸交匯處位於灣仔鷹君中心和海港中心外，鄰近港鐵東鐵線會展站。此公共交通交匯處的總站部分呈矩形狀，共設有13條車坑，有3個車輛出入口（2個位於鴻興道、1個位於菲林明道）。會展站公共運輸交匯處設有無障礙設施、升降機（連接鷹君中心天橋及會展站）和公共廁所。從2010年12月起，會展站公共運輸交匯處（灣仔碼頭巴士總站）被列為禁煙區。

## 歷史

### 灣仔碼頭時期

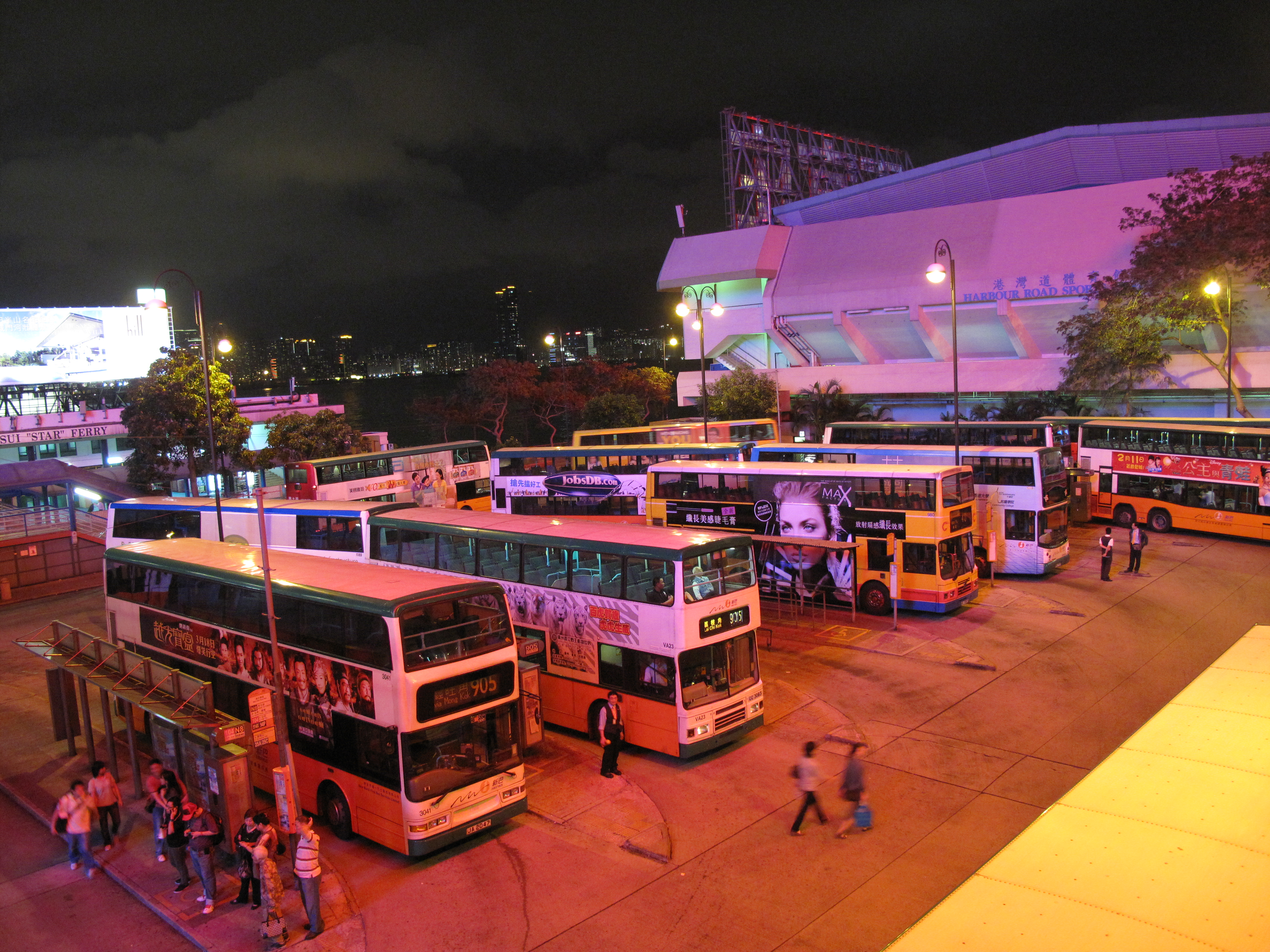
灣仔碼頭巴士總站夜景（2010年）

1968年3月10日，因應在灣仔的新填海土地（現會議道附近）上兩個新碼頭啟用，在旁的灣仔碼頭公共運輸交匯處（灣仔碼頭巴士總站）也隨之而啟用；此公共運輸交匯處位於新碼頭的廣場，當時僅有4條巴士車坑和1個的士站，中華巴士（現城巴）的8號線和11號線均在此時把總站遷入此。1981年，路政署向公眾提出工程招標：將灣仔碼頭巴士總站拆除，並且興建一個臨時巴士總站，以配合鄰近的康樂中心（現港灣道體育館和灣仔游泳池）工程。2005年，世界貿易組織第六次部長級會議期間，灣仔碼頭巴士總站短暫關閉。2008年，時任行政長官曾蔭權發表的施政報告繼續提及灣仔會展第三期擴建工程，並且計劃開啟諮詢，香港貿易發展局同時表示未來有意在灣仔碼頭巴士總站進行擴展工程，而港鐵的沙田至中環線項目也計劃在巴士總站的地底興建會展站。
2009年東亞運動會期間，主辦單位在灣仔碼頭巴士總站設置大型屏幕直播。2010年5月4日，因應金紫荊廣場有升旗活動，城巴25A線、25C線和九龍巴士營辦的過海隧道巴士961線把總站臨時遷移到灣仔碼頭巴士總站。2013年5月，城市規劃委員會討論把灣仔碼頭巴士總站地皮改作綜合發展用途；11月，九龍巴士向政府提出建議，請求政府取消灣仔碼頭巴士總站的掉頭處，以舒緩菲林明道的擠塞情況。

### 沙中綫工程及會議中心興建計劃
2007年，運輸及房屋局向立法會提交文件請求24億預算，對沙田至中環綫進行初步設計，在文件中、灣仔碼頭巴士總站被列為「可能受影響的公共設施」之一。在之後，沙中綫的會展站選址決定在灣仔碼頭巴士總站；這引起了多名區議員的質疑，路政署鐵路拓展處總工程師易鳴瑞解釋是因為該區空間有限，若果將會展站設於港灣道、則可能造成鐵路彎度過高。另外灣仔碼頭巴士總站位置亦計劃興建會議中心，根據《星島日報》在2013年的報導，香港政府內部評估指，在灣仔碼頭巴士總站位置興建會議中心方案，只能在上蓋範圍動工，而一旦涉及地面工程，即要和港鐵公司進行談判，因此興建計劃的落實被認為遙遙無期；而且興建期間或會令該區的交通擠塞情況進一步惡化。2015年6月，香港《太陽報》報道，在灣仔碼頭巴士總站的一張候車長凳上突然被地政總署貼上官地佔用人通告，勒令該長凳需立即拆除。但是該長凳由康樂及文化事務署管理，有市民和立法會議員質疑地政總署的做法是否合理，甚至用「鬼打鬼」（意指內訌）來形容此事。地政總署起初否認此事，但之後又承認當時因未知該長凳的物主屬誰，因此按法例貼上通告勒令拆除，以徵用土地進行沙田至中環綫工程，目前已經了解該長凳屬於康文署。之後地政總署很快把該處的通告清走。
會展站採用明挖回填方式興建，因此在工程開展前必須騰出空間；因此灣仔碼頭巴士總站必須遷移至其他空位，待工程完成之後再遷回原位。運輸署預計，在灣仔碼頭巴士總站關閉、鄰近道路進行改道後，鴻興道及會議道在繁忙時間的車龍會大幅度增加。2015年5月17日凌晨1時，灣仔碼頭巴士總站遷移至近馬師道的臨時公共運輸交匯處（灣仔北公共運輸交匯處），而會議道、鴻興道、菲林明道、港灣道和博覽道東均會增設臨時巴士站，近20條巴士線受影響而改道；港鐵安排了關懷大使協助乘客。
2020年，時任行政長官林鄭月娥發表施政報告，當中提及原定用於興建會議中心的土地因計劃涉及多重技術困難、而且不符合成本效益，因此將轉作其他用途，正式宣佈放棄在原灣仔碼頭巴士總站上興建會議中心的計劃。

### 會展站公共運輸交匯處啟用
2022年5月14日上午5時30分，東鐵線過海段（沙田至中環綫）通車前夕，興建於灣仔碼頭巴士總站原址的會展站公共運輸交匯處率先啟用，17條以臨時巴士總站（灣仔北公共運輸交匯處）作終點的巴士線重新遷回原位，另外在東鐵過海段於5月15日通車後，該交匯處增加一條城巴路線（城巴1M線），來往會展站公共運輸交匯處與黃泥涌峽。同時巴士公司也與港鐵合作，乘客在會展站轉乘2條城巴路線（1M、25A）可享2元優惠。

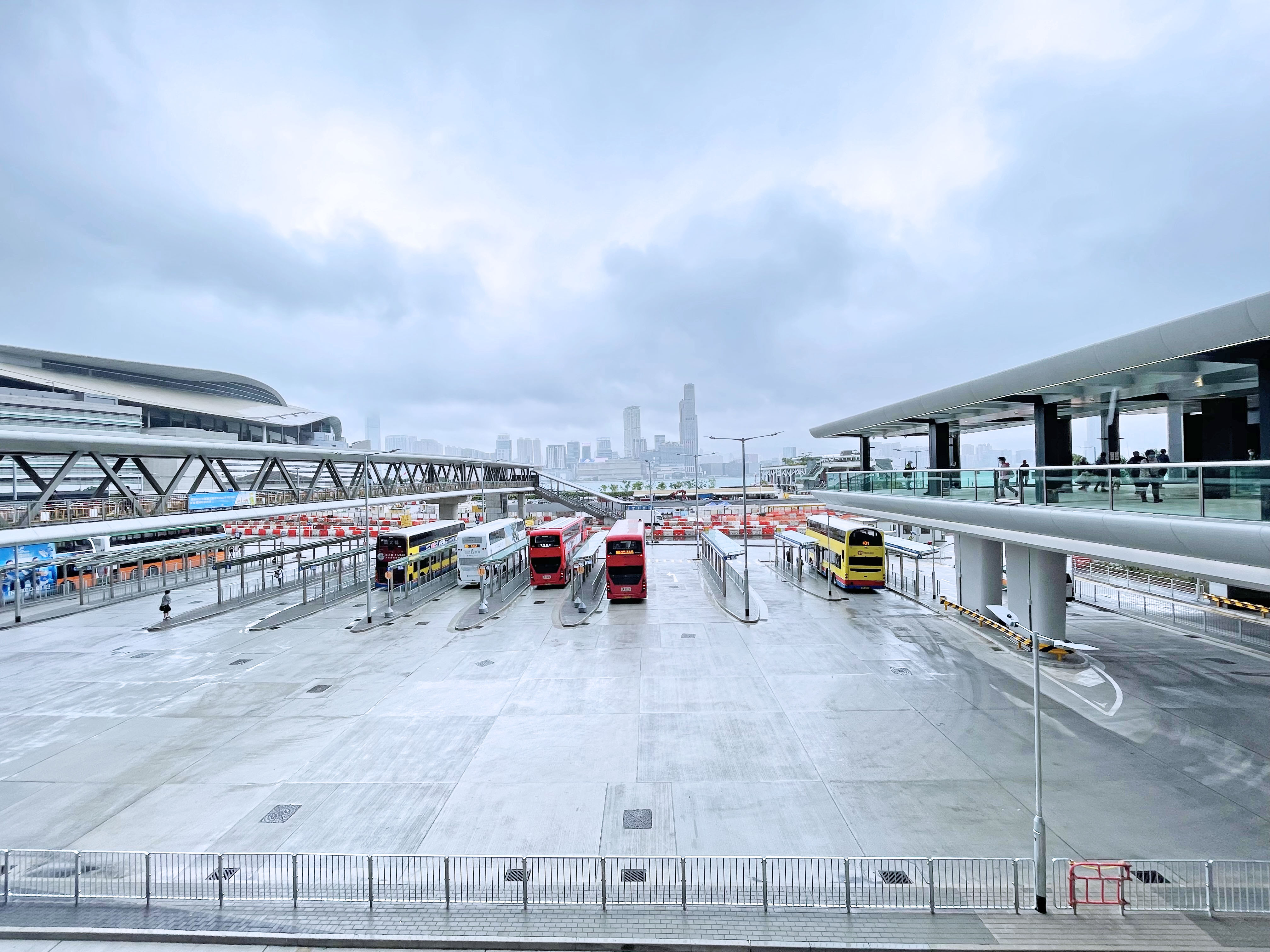
從鷹君中心俯瞰會展站公共運輸交匯處
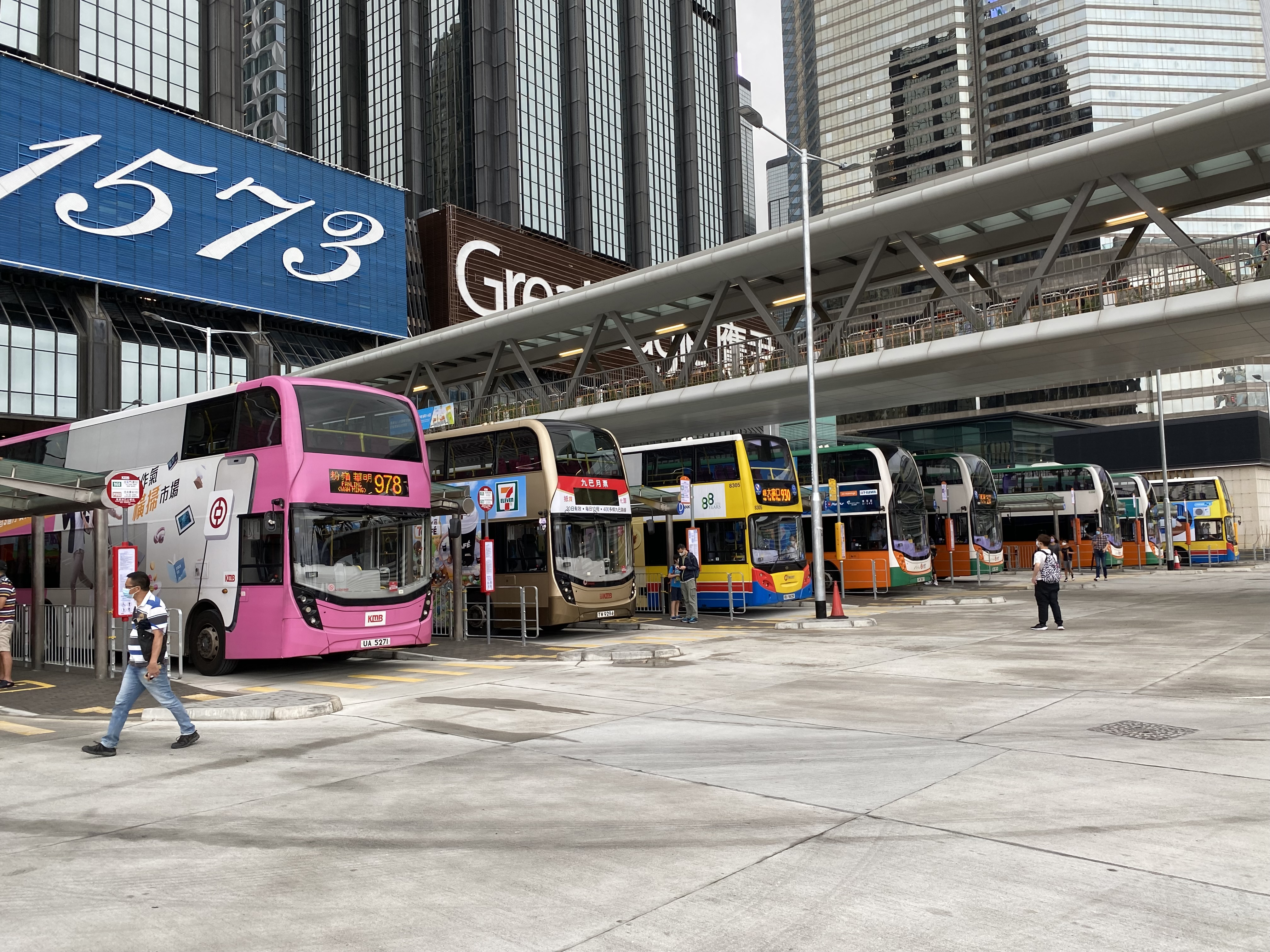
停泊在會展站公共運輸交匯處的巴士
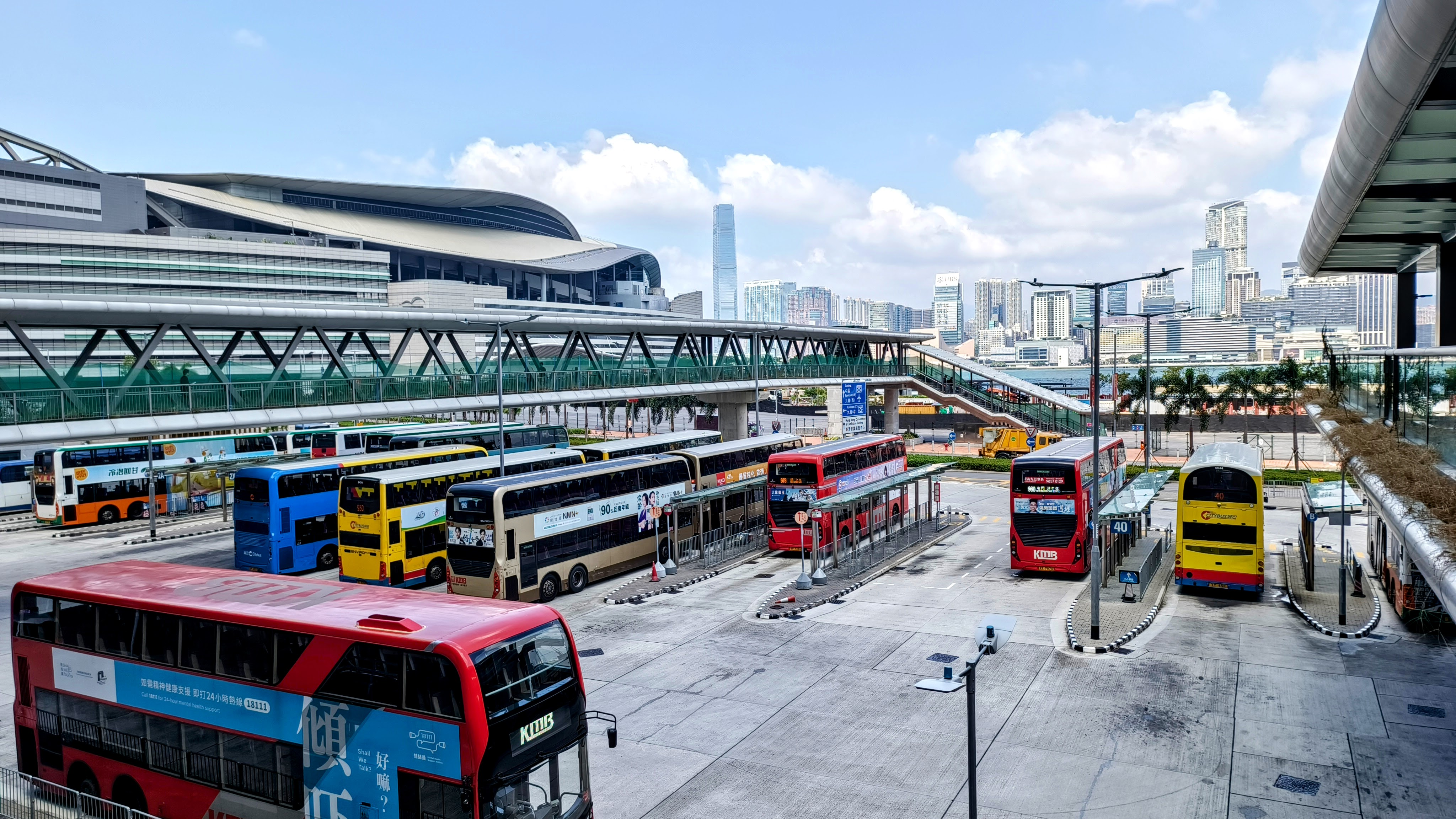
從連接港鐵會展站天橋俯瞰會展站公共運輸交匯處

## 巴士路線服務
下列資訊均出自2023年12月31日起實施的《路線表令》。此公共運輸交匯處也提供一條短途跨境巴士服務路線，來往落馬洲管制站及會展站公共運輸交匯處。
| 巴士路線      | 總站   | 總站 | 總站               |
| ------------- | ------ | ---- | ------------------ |
| 1M            | 會展站 | ↺    | 黃泥涌峽           |
| 2A            | 會展站 | ↔    | 耀東邨             |
| 2X            | 會展站 | ↔    | 嘉亨灣             |
| 8             | 會展站 | ↔    | 杏花邨             |
| 8P            | 會展站 | ↔    | 小西灣（藍灣半島） |
| 25A           | 會展站 | ↺    | 寶馬山             |
| 40            | 會展站 | ↔    | 華富（北）         |
| 40M           | 會展站 | ←    | 華富（北）         |
| 905 905A      | 會展站 | ↔    | 荔枝角             |
| 905 905A      | 會展站 | →    | 荔枝角             |
| 930           | 會展站 | ↔    | 荃灣西站           |
| 930A （上午） | 會展站 | ←    | 荃灣西站           |
| 950           | 會展站 | ↔    | 菁田邨             |
| 960 N960      | 會展站 | ↔    | 屯門（建生邨）     |
| 978 978A 978B | 會展站 | ↔    | 粉嶺（華明）       |
| 978 978A 978B | 會展站 | ↔    | 聯和墟             |
| 978 978A 978B | 會展站 | ←    | 粉嶺置福圍         |
| P960          | 會展站 | ↔    | 兆康站（北）       |

## 外部連結
- 灣仔碼頭公共運輸交匯處 （页面存档备份，存于），城巴